# Aljaksandr Masjajkow
Aljaksandr Masjajkow (Mahiljow, 26 juni 1971) was een Wit-Russisch, kanovaarder.
Masjajkow won in 1992 olympisch goud in de C-2 over 500 meter samen met Dmitri Dovgalenok namens het gezamenlijk team.

## Belangrijkste resultaten

### Olympische Zomerspelen
| Editie | Plaats    | Resultaten  |
| ------ | --------- | ----------- |
| 1992   | Barcelona | C-2 500m    |
| 1996   | Atlanta   | 9e C-2 500m |
| 2000   | Sydney    | HF C-1 500m |

### Wereldkampioenschappen vlakwater
| Jaar | Plaats      | Resultaten |
| ---- | ----------- | ---------- |
| 1994 | Mexico-stad | C-2 500m   |
| 1997 | Dartmouth   | C-4 200m   |
| 1998 | Szeged      | C-4 200m   |

1976: Sergej Petrenko & Aleksandr Vinogradov ·
1980: László Foltán & István Vaskuti ·
1984: Matija Ljubek & Mirko Nišović ·
1988: Nicolae Juravschi & Viktor Reneiski ·
1992: Dzmitryj Dawhaljonak & Aljaksandr Masjajkow ·
1996: Csaba Horváth & György Kolonics ·
2000: Ferenc Novák & Imre Pulai ·
2004: Meng Guanliang & Yang Wenjun ·
2008: Meng Guanliang & Yang Wenjun ·
2024: Liu Hao & Ji Bowen